# باريس إي بريكس 2018
باريس إي بريكس 2018 هو سباق سيارات فورمولا إي الكهربائية
أقيم بتاريخ 28 أبريل 2018 في Paris Street Circuit ‏، فرنسا، وكان السباق 8 من أصل 12 في بطولة العالم للفورمولا إي 2017–18، وكان أول المنطلقين جان إيريك فيرجين ‏.
فاز بالمركز الأول  جان إيريك فيرجين ‏، وكان صاحب أسرع لفة لوكاس دي غراسي.